# 唐帕特里克
唐帕特里克（英語：Downpatrick）是英國北愛爾蘭的一個鎮，位於北愛爾蘭首都貝爾法斯特以南33 km（21 mi）處。唐帕特里克自古代以來就是一座主重要的聚居地，其大教堂據說是聖帕特里克的埋葬處。現在唐帕特里克是唐帕特里克區的行政中心。據2011年人口普查，唐帕特里克有人口19,817人。

## 外部連結
- Activ Downpatrick – The Online Guide to Downpatrick
- Armagh and Down Tourism（页面存档备份，存于）
- Downpatrick & County Down Railway（页面存档备份，存于）
- Down County Museum（页面存档备份，存于）
- Down Arts Centre（页面存档备份，存于）
- Downpatrick & District Snooker & Billiards League
- The Saint Patrick Centre, Downpatrick（页面存档备份，存于）
- Downpatrick High Cross and Cathedral（页面存档备份，存于） at MegalithicIreland（页面存档备份，存于）
- http://www.peterfitzpatrick.co.uk（页面存档备份，存于） local real estate business established 1890

1. (PDF). Department of the Environment.   [2012-10-02]. （原始内容 (PDF)存档于2012-09-03）.
2. (PDF). Department of the Environment.   [2012-10-02]. （原始内容 (PDF)存档于2012-09-03）.
3. . Place Names NI.   [2017-03-28]. （原始内容存档于2018-10-27）.